# RIN (rapper)
RIN, pseudonimo di Renato Simunović (Bietigheim-Bissingen, 28 giugno 1994), è un rapper tedesco.

## Biografia
Di origini bosniache e croate, si è fatto conoscere nel 2017, anno in cui ha ottenuto sette entrate nelle Offizielle Deutsche Charts, di cui due che hanno raggiunto la top forty e che hanno trascorso rispettivamente 28 e 40 settimane in classifica.
L'anno seguente è stato messo in commercio il primo album in studio Eros, che oltre a vendere 100 000 unità certificate dalla Bundesverband Musikindustrie, si è posto al 3º posto della classifica tedesca, al 6º della Ö3 Austria Top 40 e all'8º della Schweizer Hitparade, riuscendo inoltre a fare il proprio debutto anche nella classifica della regione francofona della Vallonia. Anche il secondo disco Nimmerland ha riscosso popolarità poiché si è collocato alla 3ª posizione delle graduatorie sia in Germania, Austria che in Svizzera. Ha successivamente ottenuto cinque top five nella hit parade dei singoli tedesca, mentre 2 680 000 unità combinate dei suoi brani sono state certificate dalla BVMI, IFPI Austria e IFPI Schweiz.

## Discografia

### Album in studio
- 2018 – Eros
- 2019 – Nimmerland
- 2021 – Kleinstadt

### EP
- 2016 – Genesis EP
- 2023 – Euphoria

### Mixtape
- 2018 – Planet Megatron

### Singoli
- 2019 – Vintage
- 2019 – Up in Smoke
- 2019 – Fabergé
- 2019 – Keine Liebe (con Bausa)
- 2019 – Bietigheimication
- 2020 – Das Rennen
- 2020 – Ayo Technology (con Kynda Gray)
- 2021 – Dirty South
- 2021 – Meer
- 2021 – Low Life (con Ufo361)
- 2021 – San Andreas
- 2021 – Sado
- 2021 – Insomnia (feat. Giant Rooks)
- 2021 – 1976
- 2021 – Apple
- 2021 – FYM
- 2022 – Boys Do Cry
- 2022 – Sternenstaub (con Schmyt)
- 2023 – AMG (feat. Nina Chuba)
- 2023 – Offline
- 2023 – Wahnsinn (con i 01099)
- 2024 – Geld (con Tua)
- 2024 – Zeit (con Ennio)
- 2024 – Whip (con Trettmann)
- 2024 – 1994
- 2024 – MoMA
- 2025 – Margiela (con Sira e Lucio101)

### Collaborazioni
- 2019 – Next (Ufo361 feat. RIN)